# Нарышкин, Лев Кириллович (1809—1855)
Лев Кириллович Нарышкин (20 августа [1 сентября] 1809, Санкт-Петербург — 20 сентября [2 октября] 1855, Санкт-Петербург) — русский придворный из рода Нарышкиных, обер-гофмаршал, обер-гофмейстер, камергер двора, член Государственного совета, владелец усадьбы Сергиевка.

## Биография
Прямой потомок любимого дяди Петра I. Старший сын камергера Кирилла Александровича Нарышкина от его брака с княжной Мария Яковлевна Лобановой-Ростовской. Родился 20 августа (1 сентября) 1809 года в Санкт-Петербурге, крещён 31 августа в церкви Таврического дворца при восприемстве императора Александра I и императрицы Марии Фёдоровны. С Нарышкиными был очень дружен С. Н. Марин, который посвятил младенцу стихи: «Левушке (Ангел милой, ручки нежны…)».
Первоначально обучался в Благородном пансионе, с 1820 года — в Царскосельском лицее, по окончании которого в 1826 году начал службу в ведомстве Государственной Коллегии иностранных дел и был причислен к нашей миссии в Риме. Через два года перешёл в военную службу, будучи принят Высочайшим приказом 29 ноября 1828 года корнетом в Гусарский принца Оранского полк, в составе которого в следующем же году участвовал в Турецкой кампании. В качестве адъютанта главнокомандующего 2-й армией генерал-фельдмаршала графа Дибича-Забалканского участвовал во многих делах, между прочим, — при Силистрии, Шумле, Адрианополе, и за отличия был пожалован чином поручика и орденами Св. Анны 3-й степени и Св. Владимира 4-й ст. с бантом.
В 1831 году переведён в лейб-гвардии гусарский полк и в качестве адъютанта при Главнокомандующем армией — фельдмаршале князе Варшавском графе Паскевиче-Эриванском принимал участие в подавлении польского мятежа; за отличие в делах под Прагой, Минском, Остроленкой и при взятии Варшавы награждён золотой саблей с надписью «за храбрость». В октябре 1832 года перешёл в лейб-гвардии Конный полк, в составе которого пробыл до января 1835 года, когда перешёл на гражданскую службу, определившись в Министерство внутренних дел при хозяйственном департаменте.

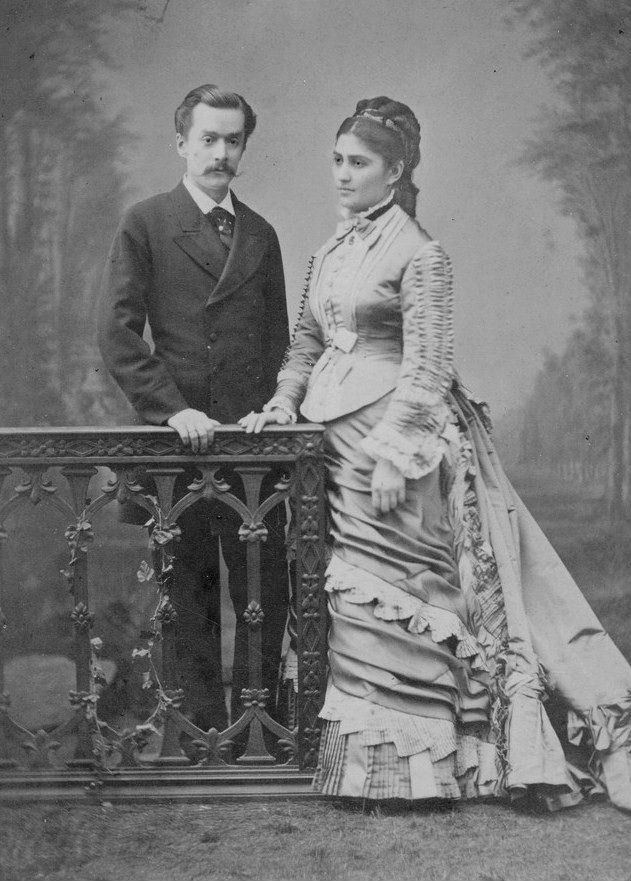
Василий Львович Нарышкин с женой

В качестве чиновника особых поручений он принимал участие во многих комиссиях и к 1846 году последовательно был произведён в действительные статские советники; 21 июня 1840 года был командирован в Тамбовскую губернию для наблюдений за правильным распределением пособий, отпущенных правительством по случаю неурожая.
В декабре 1841 года перешёл на службу в Государственный контроль, а 16 марта 1842 года был избран в уездные предводители дворянства по Петербургской губернии; с 5 июня того же года «исполнял должность» генерал-контролера Контрольного департамента Гражданских отчётов, затем был утверждён в этой должности.
Будучи богат, Нарышкин жил в собственном петербургском доме на Дворцовой наб., 20/2, где давал «прекрасные вечера и эксклюзивные балы». По словам современницы, он был «один из красивейших мужчин, у него были чудесные глаза, интересное меланхолическое выражение лица и нечто изысканное во всем облике». Он был «человек кипучей деятельности, великодушен, правдив в высшей степени, справедлив, добр до нежности, но когда возбуждена была страсть, был неукротимым, как все сильные характеры», — писал о Нарышкине декабрист А. П. Беляев.
Умер 20 сентября (2 октября) 1855 года в Петербурге; похоронен в Благовещенской церкви Александро-Невской лавры. После смерти Нарышкина его несовершеннолетние сыновья находились под опекой Э. Д. Нарышкина.

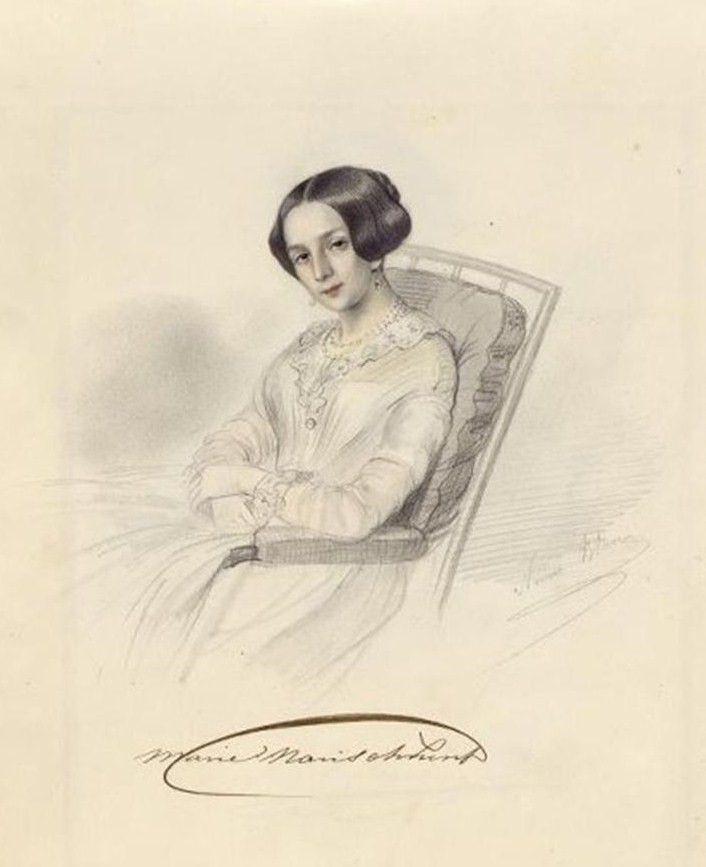
Мария Васильевна Нарышкина

## Семья
Жена (с 26 апреля 1838 года) — княжна Мария Васильевна Долгорукова (19.04.1814—07.12.1869), фрейлина двора, дочь егермейстера Василия Васильевича Долгорукова и крестница императрицы Марии Фёдоровны. По словам современницы, в обществе мадам Нарышкина «держалась с апломбом, с уверенностью и спокойствием», у неё было «замечательное лицо редчайшей красоты, прекрасный профиль, правильные и тонкие черты, очень живые красивые чёрные глаза, чёрные волосы и бледность лунного света», но и большие странности. Как и брат, страдала умопомешательством, от которого лечилась в Бонне у знаменитого тогда врача душевных болезней, куда была помещена мужем. Позже против его воли, даже со вмешательством императора Николая I, была привезена из-за границы и передана своему отцу. После его смерти жила в Москве под опекой своего родственника (мужа сестры) князя В. А. Долгорукова. Похоронена в Петербурге в Фёдоровской церкви Александро-Невской лавры. Их дети:
- Кирилл (02.05.1839—04.10.1859)
- Василий (28.12.1841—25.05.1906), камер-юнкер; известен как коллекционер живописи, произведений декоративно-прикладного искусства, оружия. Своё собрание он преподнёс в дар императору Александру II[8].